# 沖縄県道230号池間大浦線

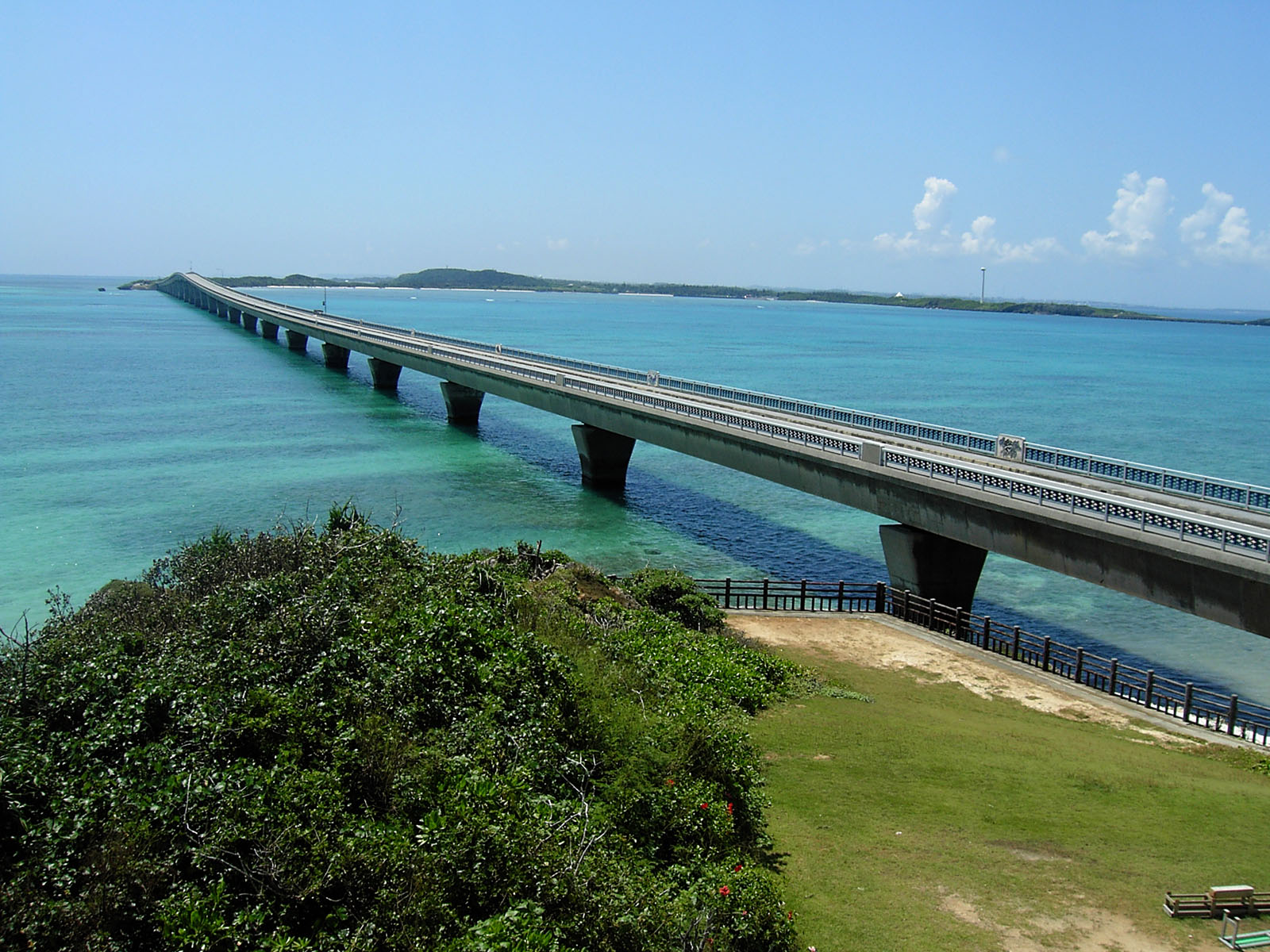
池間大橋（手前が池間島、奥が宮古島）

沖縄県道230号池間大浦線（おきなわけんどう230ごう いけまおおうらせん）は沖縄県宮古島市平良池間と大浦とを結ぶ一般県道。この路線のシンボルである池間大橋がある。

## 概要

### 区間
- 起点・宮古島市平良字池間
- 終点・宮古島市平良字大浦（沖縄県道83号保良西里線）
- 総延長・11.83km（実延長も同じ）

### 通過自治体
- 宮古島市（池間島 - 宮古島）

### 交差する道路
- 沖縄県道83号保良西里線（終点）

### 主な橋
- 池間大橋（全長1425m・1992年開通）

## 歴史・特徴
- 1953年（昭和28年）に平良市（現宮古島市平良）狩俣 - 西里が琉球政府道平良狩俣線として指定。1972年（昭和47年）の本土復帰と同時に県道となった（路線番号は189）。
- 1982年（昭和57年）に平良狩俣線の平良市（現宮古島市平良）西里 - 大浦間が保良西里線（県道83号）として主要地方道に昇格。その頃に池間島への架橋計画が決まっており、1985年（昭和60年）に平良狩俣線の残りの区間（大浦 - 狩俣）とあわせて指定した。
- 1992年（平成4年）に当時としては沖縄県内最長の橋となる池間大橋が開通した。しかし宮古島内では1995年（平成7年）に来間大橋が開通し、宮古圏内では最長となる。またさらに2015年（平成27年）に伊良部大橋が完成し沖縄県内最長となっている。
- 池間大橋開通後は同大橋が観光スポットであるとともに、池間島への観光道路となった。